# ArgoUML

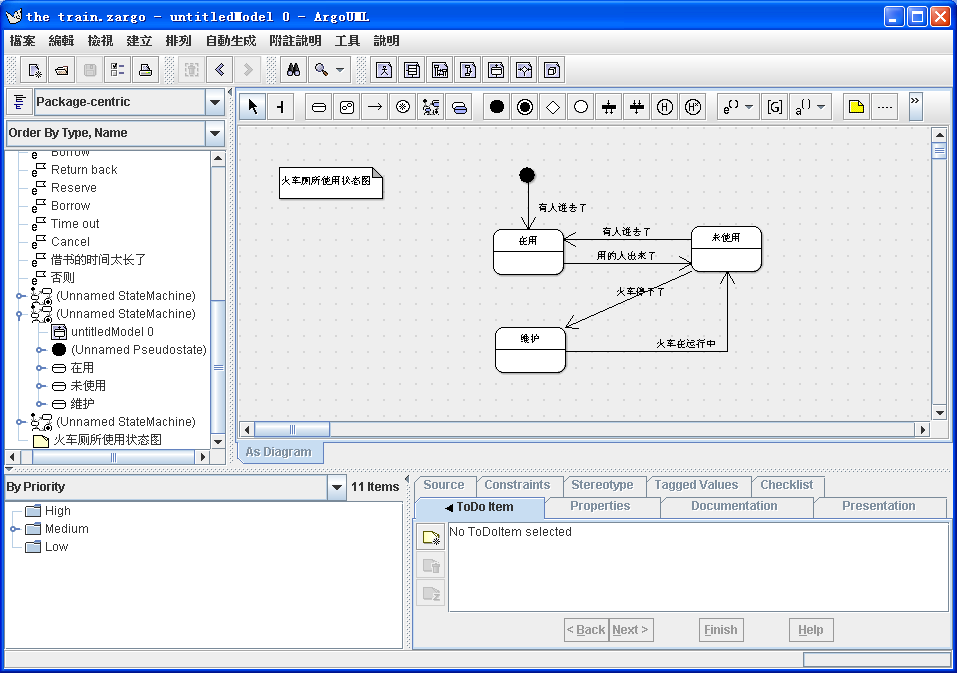
Imagem ilustrativa

ArgoUML é uma ferramenta UML open source para modelar o desenho de software de computador. A aplicação corre na maior parte das plataformas uma vez que é implementada em Java. Está distribuída sob a licença BSD. Providencia suporte para quase todos os tipos de diagrama da UML padrão e inclui suporte cognitivo.
A Software Development Magazine realiza uma premiação anual entre ferramentas populares de desenvolvimento de software em várias categorias. Em 2003 o ArgoUML foi um dos finalistas na categoria "Ferramentas de Design e Análises". Ele recebeu um prêmio de revelação, derrotando várias ferramentas comerciais.
Apesar disso, até a versão 0.20, o ArgoUML estava ainda incompleto. Ele não tinha conformidade completa com o padrão UML e não oferecia suporte total a alguns tipos de diagramas, incluindo diagramas de seqüências.

## Releases
Releases estáveis anteriores:
- 0.10.1 (Julho 2002)
- 0.12   (Outubro 2002)
- 0.14   (Agosto 2003)
- 0.16.1 (Agosto 2004)
- 0.18.1 (Abril 2005)
- 0.20   (Fevereiro 2006)
- 0.22   (Agosto 2006)
- 0.24   (Fevereiro 2007)
- 0.34   (14 dezembro 2011)

## Features
Novidades na versão 0.20:
- UML 1.4 - Características de extensibilidade aprimoradas do UML 1.4,
- Diagramas de Seqüências,
- Compatibilidade com AndroMDA,
- Qualidade - Centenas de erros corrigidos,
- Muitas das funções agora suportam seleção múltipla de modelamentos,
- Arrastar e Soltar da árvore de diretório ao diagrama ou dentro da própria árvore.

Outras features:
- Críticas de design built in que provêem a revisão discreta do design e sugestões de melhorias,
- Interface de módulos extensíveis,
- Suporte a internacionalização para Inglês, Alemão, Francês, Espanhol e Russo,
- Restrições OCL para Classes,
- Suporte de geração de código: Java, PHP, Python, C++ e Csharp (C#),
- Engenharia reversa,
- Diagrama de classes com layout automático,
- Geração de arquivos PNG, GIF, JPG, SVG e EPS a partir de diagramas,
- Suporte a comentários para múltiplos elementos,
- Todos os diagramas UML 1.4 são suportados.

## Pontos fracos
- Incompatibilidade entre versões,
- Importação/Exportação para Java,
- Não há auto-chamadas em diagramas de seqüências,
- Ausência de undo (desfazer a última acção).